# Manokwari
Manokwari é uma cidade na Indonésia,que fica localizado na costa norte da Península Doberai na Nova Guiné Ocidental.É a capital da província de Papua Ocidental.
Sua área da cidade é de 18,7 km ² e uma população estimada de cerca de 136.000 habitantes em 2010.